# ユキダルモン
ユキダルモンはデジタルモンスターシリーズに登場する架空の生命体・デジタルモンスターの一種。

## 概要
初登場はVer.2。その名が示す通り雪だるまをモデルにしたデジモンで、成熟期の中ではシンプルなデザインをしている。

## 種族としてのユキダルモン
身体が雪と氷の結晶で構成されている氷雪型デジモン。メラモンなどの火炎系デジモンが苦手。

### 基本データ
- 世代/成熟期
- タイプ/氷雪型
- 属性/ワクチン
- 必殺技/絶対零度パンチ
- 得意技/雪合戦、アイスブレス
- 勢力/ナイトメアソルジャーズ

### 亜種・関連種・その他
- メラモン
- ツチダルモン

## 登場人物としてのユキダルモン
- デジモンアドベンチャー - 第9話に登場。黒い歯車によって凶暴化しデビモンに飛ばされてきた太一とアグモンに襲いかかるが、太一のループシュートで背後をとったアグモンに歯車を破壊され正気に戻る。その後、必殺技を使って海水を凍らせて太一たちをヤマトたちの元まで運んだり、食料を調達してくれたりと持ち前の親切心を発揮した。ダークマスターズ編ではミミと丈のパーティに加わり、苦手なはずのメラモンと共に行動していた。
- デジモンフロンティア - 第11話にて占い師の村の住民として登場（後ろ姿のみ）。
- デジモンセイバーズ - デジタルワールドに流れ着いた人間の子供であるイクトの母親代わりとなるが、倉田の配下のデジモン（ギズモン：AT）によって殺害されてしまう。
- デジモンクロスウォーズ - 第7話に登場。バグラ軍のマグマゾーンでのタクティモン配下デジモンであるエンシェントボルケーモンの怒りを静める係として登場。本作品では通常よりも小型になっている。